# Kickstarter
Kickstarter（キックスターター）とは2009年に設立されたアメリカ合衆国の民間営利企業で、自社のウェブサイトにおいてクリエイティブなプロジェクトに向けてクラウドファンディングによる資金調達を行う手段を提供している。

## 概要
Kickstarterは自主製作の映画、音楽、ジャーナリズムに向けての舞台芸術や漫画、コンピュータゲーム、食関連といった多種多様な試みに対して資金調達を行なっている。寄付と同様の扱いであり、投資者に資金を返済する義務はない。人々は金を稼ぐためにKickstarterのプロジェクトに投資することは出来ず、感謝のパーソナルノート、カスタムTシャツ、プロジェクト関係者との会食といった形のある賞品やこの場でしか味わえない経験、もしくは新商品のお試しと引き換えにプロジェクトのバックアップのみを行える。

## 歴史
Kickstarterは2009年4月28日にペリー・チェン、ヤンシー・ストリックラー、チャールズ・アドラーによって設立された。ニューヨーク・タイムズはKickstarterを「the people's NEA（→人々の国立芸術基金）」と呼び、TIME誌も「Best Inventions of 2010」と「Best Inventions of 2011」の1つに選出した。2014年、ウェビー賞を受賞。報道によればKickstarterはニューヨーク市に本社を置くベンチャー企業のユニオン・スクウェア・ベンチャーズやジャック・ドーシー、ザック・クライン、カタリーナ・フェイクといったエンジェル投資家からの資金提供で1000万ドル増資した。本社はマンハッタンのロウアー・イースト・サイドに構えている。
2010年10月まで最高技術責任者を務めていたのがアンディ・バイオで退職後にExpert Labsに移籍した。ウェブサイト立ちあげ以来、リードディベロッパーを務めているのがランス・アイビーである。
2013年2月14日、KickstarterはKickstarter for iPhoneというiOSアプリを公開した。ユーザーがプロジェクトを創設したりバックアップしたりするのが目的で、Kickstarterによる初の公式モバイルアプリとなる。

### モデル
数ある資金調達プラットフォームの1つとしてクラウドファンディングと称するのがあり、Kickstarterは一般大衆から資金を集めることを容易にしていて、従来の利息や付加価値によるリターンを条件とした投資に代わる手法としている。プロジェクト創設者は資金の調達期限と目標最小金額と設定するが、もし設定目標が期限に達しなかった場合は資金を得ることはできない（これはプロビジョンポイントメカニズムと呼ばれる）。資金提供者が約束した資金はAmazon Paymentsを使って収集する。このプラットフォームはアメリカ合衆国やイギリスの創設者のための、世界のあらゆる場所からの支援者に開かれている。
Kickstarterは調達した資金の5%を徴収していて、Amazonも追加で3-5%徴収している。ファンドレイジングや投資に関する多くのフォーラムとは異なり、Kickstarterはプロジェクトや生み出した事物の所有権を主張することはない。しかし、サイト上で創設したプロジェクトは永久にアーカイブされ一般公開される状態になる。資金調達が完了した後でもプロジェクトやアップロードしたメディアはサイトにおいて編集も削除もできない。
Kickstarterでプロジェクトを創設した人達が自身のプロジェクトを実行するために資金を使うことや完成したプロジェクトが後援者の期待に沿うものになる保証は無い。出資者には品質管理が悪いことで非難があった場合でも当初の所有者やKickstarterに直接聞かない限り確認のしようがない。Kickstarterは後援者にプロジェクトの支援は自己責任で行うようにアドバイスしている。また、プロジェクト責任者には約束を守らなかった場合に支援者から損害賠償の責任を負う可能性があることも警告している。製作者が克服すべき技術的困難や必要な総コストを甘く見積もっていた場合に、資金調達に成功してもプロジェクト自体が失敗に終わる可能性もある。

### プロジェクト
2012年6月21日、Kickstarterは掲載プロジェクトの統計の公開を始めた。2012年10月時点で立ちあげられたプロジェクト数は73,620で、この内3,426のプロジェクトが進行中で成功率は43.85%。出資金の総額は3億8100万ドルに上った。
この事業は早い時期から急速に成長しており、2010年では3,910ものプロジェクトを成功させ、27,638,318ドルの出資金を集め、43%のプロジェクトを成功させた。2011年ではそれぞれ11,836、99,344,381ドル、46%だった。
2012年2月9日、Kickstarterにとって象徴的な出来事が起きた。キャセイ・ホプキンスによるiPhone対応のドックのプロジェクトがKickstarterで初の出資金100万ドルを突破したことや、数時間後、コンピュータゲーム開発企業のダブルファインプロダクションズによるプロジェクトである新作アドベンチャーゲームが募集開始後24時間も経たない時間として同じ100万ドルに達しただけでなく、最終的に300万ドル以上集まった。これはまた、Kickstarterにとって募集開始と同日に100万ドル以上集まった最初の例だった。同年5月18日に10,266,845ドルを集めたPebble E-Paper WatchはKickstarter史上最も高額な出資金の総額となった。
2012年7月、ウォートン・スクール教授のイーサン・モーリックとジャンヌ・パイがKickstarterにおけるプロジェクトの成功と失敗の鍵に関する研究を行った。分析からいくつかの知見が得られ、目標額の増加には成功率と負の相関があること、Kickstarter のトップページに取り上げられたプロジェクトの成功率が89%であるのに対しそうでないプロジェクトでは30%であること、平均1万ドルのプロジェクトにおいて期間が30日の場合成功率は35%、60日の場合は29%になることなどが明らかとなった。
Kickstarterにおいて、最も出資金を集めたプロジェクト上位10プロジェクトが以下に掲載されている。成功したプロジェクトのうち、ほとんどが1,000ドルから9,999ドルの間だった。この割合はデザイン、ゲーム、技術カテゴリでは半分以下に低下しているが、後者の2つのカテゴリにおける出資金の中央値は4桁の範囲に留まっている。完成しているダンスのプロジェクトは3分の2が成功を収めているが、これとは対照的に完成しているファッションのプロジェクトの成功率が30%を下回っている。ほとんどの失敗したプロジェクトは目標の20%しか達しておらず、この傾向はすべてのカテゴリに適用される。事実、20%を突破したプロジェクトの80%が目標額に達する成功を収めている。

### カテゴリ
プロジェクトは13のカテゴリと36のサブカテゴリにカテゴライズされる。カテゴリにはアート、漫画、ダンス、デザイン、ファッション、映画・ビデオ、食べ物、ゲーム、音楽、写真、出版、技術、演劇がある。これらのカテゴリのうち、映画・ビデオと音楽が最も規模の大きいカテゴリで、出資金が最も多く集まっている。これら2つのカテゴリのみでKickstarterにおけるプロジェクトの半分以上を占めている。ただし、ゲームのカテゴリも出資金の半分以上を集めている。

### ガイドライン
創造的なプロジェクトへのファンディングプラットフォームという視点を維持するために、Kickstarterでは全プロジェクト創設者に3つのガイドラインを示している。第一に創設者は集まったお金をプロジェクトにしか費やさない、第二にプロジェクトはサイトにおける13のクリエイティブなカテゴリに準じなければならない、第三に創設者はチャリティーや啓発活動といったサイトの禁止行為既定を遵守しなければならない。また、ハードウェアや製品のデザインのプロジェクトに対しては追加で以下の必須条件がある。
- フォトリアリスティックレンダリングの使用やシミュレーションによるデモンストレーションの禁止
- プロジェクトに関わる単一の製品やセンシブルなセットに対する出資の制限（例として家庭用マルチプルライトバルブ）
- 物理的な試作機が必須
- 生産計画も必須

これらのガイドラインは人々にとってKickstarterがプロジェクトを支援する場であり商品を注文する場ではないという自身のスタンスを強化するために制定されたものである。Kickstarterがクリエイターと資金提供者が共にモノ作りを行う場所という概念を強調するために、全カテゴリでクリエイターは生産にあたり直面するリスクやプロジェクトの課題を説明することが求められている。これは一般大衆にプロジェクトの目標を伝え、コミュニティへの貢献を奨励することになる。

## 著名なプロジェクトとクリエイター
いくつかの創造的な作品がKickstarterで出資金を集めた後、批評家からの賞賛を受けている。短編ドキュメンタリーの「Sun Come Up」と「Incident in New Baghdad」はアカデミー賞にノミネートされ、EyeWriterやHip-Hop Word Countといったコンテンポラリーアートプロジェクトの作品は2011年にニューヨーク近代美術館で展示された。映画製作者であるマット・ポーターフィールドの作品「Putty Hill」は2012年にWhitney Biennial上映作品に選出され、作家ロブ・ウォーカーのHypothetical Futuresプロジェクトは第13回インターナショナル・ヴェニス・アーキテクチャ・ビエンナーレで展示された。ミュージシャンのアマンダ・パルマーによるアルバム「Theatre is Evil」はビルボード200で初登場10位にランクインした。デザイナーのスコット・ウィルソンはTikTok + LunaTikプロジェクトでの成功がナショナル・デザイン・ミュージアムに讃えられ、スミソニアン・カッパーヒューイットのナショナル・デザイン・アウォードを受賞した。そして、サンダンス映画祭、SXSW映画祭、トライベッカ映画祭で上映される映画作品の約10%がKickstarterでの出資金で製作されている。
自身の作品製作のためにKickstarterを活用している著名なクリエイターにはミュージシャンのアマンダ・パルマー、ダニエル・ジョンストン、スチュアート・マードック、トム・ラッシュ、映画製作者、俳優のブレット・イーストン・エリス、コリン・ハンクス、エド・ベグリー・ジュニア、ゲーリー・ハストウィット、ハル・ハートリー、ジェニー・リビングストン、マーク・デュプラス、マシュー・モディーン、ポール・シュレイダー、リッキー・レイク、ウーピー・ゴールドバーグ、ザナ・ブリスキ、作家のダン・ハーモン、ケビン・ケリー、ニール・スティーヴンスン、セス・ゴーディン、写真家のスペンサー・チュニック、ゲルド・ルートヴィヒ、ゲーム開発者のティム・シェーファー、ブライアン・ファーゴ、デザイナーのステファン・サグマイスター、アニメーターのジョン・クリクファルシ、スター・トレックの俳優であるジョン・デ・ランシー、コメディアンのユージン・マーマン、音楽家のジョン・アンダーソンがいる。

### 出資金額上位のプロジェクト
| 順位 | 総額(USドル) | プロジェクト                                               | 創設者                          | カテゴリ           | 出資比率% | 資金提供者数 | 募集終了日 | 外部リンク |
| ---- | ------------ | ---------------------------------------------------------- | ------------------------------- | ------------------ | --------- | ------------ | ---------- | ---------- |
| 1    | 20,338,986   | Pebble Time: - Awesome Smartwatch, No Compromises          | Pebble Technology               | 製品デザイン       | 4,067     | 78,471       | 2015-03-27 |            |
| 2    | 13,285,226   | Coolest Cooler: 21st Century Cooler that's Actually Cooler | Ryan Grepper                    | 製品デザイン       | 26,570    | 62,642       | 2014-08-30 |            |
| 3    | 10,266,845   | Pebble: E-Paper Watch for iPhone and Android               | Pebble Technology               | 製品デザイン       | 10,266    | 68,929       | 2012-05-18 |            |
| 4    | 8,782,571    | Exploding Kittens                                          | Elan Lee                        | カードゲーム       | 87,825    | 219,382      | 2015-02-20 |            |
| 5    | 8,596,474    | OUYA: A New Kind of Video Game Console                     | Ouya Inc.                       | コンピュータゲーム | 904       | 63,416       | 2012-08-09 |            |
| 6    | 6,333,295    | シェンムーIII                                              | 鈴木裕                          | コンピュータゲーム | 313       | 69,320       | 2015-07-17 |            |
| 7    | 6,225,354    | Pono - Where Your Soul Rediscovers Music                   | PonoMusic Team                  | 技術               | 778       | 18,219       | 2014-04-15 |            |
| 8    | 5,702,153    | Veronica Mars movie                                        | Rob Thomas                      | 映画・ビデオ       | 285       | 91,585       | 2013-04-12 |            |
| 9    | 5,545,991    | ブラッドステインド:リチュアル・オブ・ザ・ナイト            | インティ・クリエイツ/五十嵐孝司 | コンピュータゲーム | 1109      | 64,867       | 2015-06-12 |            |
| 10   | 5,408,916    | Reading Rainbow                                            | LeVar Burton/Reading Rainbow    | ウェブサイト       | 541       | 105,857      | 2014-07-02 |            |

### プロジェクトの中止
Kickstarterとプロジェクト創設者両方とも詐欺ではないかと疑われたプロジェクトを中止することがあり、プロジェクトの分野に関連するインターネットコミュニティでプロジェクトに対する疑問が増大することもある。疑念が増大する要素として、オリジナルに見せかけた他のソースからグラフィックをコピー、非現実なパフォーマンスや値段に関するクレーム、Kickstartersで創設する前にスポンサー集めに失敗していたというようなことがある。
中止になったプロジェクトの一例として:
- Eye3というカメラ搭載無人ヘリコプターでは非現実な性能を約束、他の製品の写真を無断転載、初期のKickstarterでの資金調達の失敗があった[75]。
- 「Mythic: The Story of Gods and Men」というアドベンチャーゲームでは他のゲームからのグラフィック盗用、非現実なゲームパフォーマンスの約束でプロジェクトを中止前、目標として設定していた80,000ドルに対し4,739ドルしか集まってなかった[76]。
- Tech-Sync Power Systemでは試作機写真の掲載ができなかったことや創設者が突然姿を消した[77]。
- Tentacle Bentoという日本人の女子学生を触手責めする内容のカードゲームではオンラインメディアに内容が不適切だと批判された[78]。
- 任天堂の人気ゲーム『メトロイド』のファン制作実写映画のプロジェクトが著作権侵害に当たるとして任天堂から申し立てを受け中止された[79]

加えて、15以上のプロジェクトが普通の中止とは異なりサイトからも完全に削除されたが、著作権に関する著しいクレームや規約に対する他の深刻な違反によるものであるという。

## Geode iCache詐欺などの論争
KickstarterはGeode iCacheのプロジェクトに関する苦情に現在答えていない。プロジェクト創設者は35万ドル以上の出資金を集めたが、プロジェクトを完遂することに失敗したとされる。Kickstarterは資金提供者に払い戻しは出来ないとコメントした上、プロジェクトのページに記載されている数人の資金提供者による複数の苦情に対しても反応を示していない。プロジェクトに出資金を出した一部の人達は問題提起の試みとしてFacebookグループを結成、言及しているオンラインジャーナリストもいる。この事例は誰もがプロジェクトをスタートさせ、目標資金を集めたらその資金とともに姿を消すことが出来るという潜在的な問題を浮き彫りにすることになった。ナショナル・パブリック・ラジオでのインタビューでこの潜在的な問題に触れられた共同設立者のヤンシー・ストリッカーはプロジェクトが失敗したら払い戻す必要があるかどうかの問題に対処する必要はなかったと主張した。取締役のサニー・ベイツは詐欺だったとしても出資した金額が少額であることから深刻な問題にはならないとこれらのクレームを和らげようとした。
2011年5月、ニューヨーク大学の映画科学生が映画製作で1,726ドルを集めたが、別の映画を盗作したとして後に一般に向けて謝罪した。

## 特許紛争
- 2011年9月30日、KickstarterはArtistShareのアメリカ合衆国でのクラウドファンディングに関する特許US 7885887, "Methods and apparatuses for financing and marketing a creative work"に対し宣言的判決（英語版）を求める要望書を提出した。この特許は無効であることと、最低限でも自身に特許侵害の責任を追わないことを求めた[90]。2012年2月、ArtistShareとFan Fundedは申し立ての却下（英語版）を求めることでKickstarterに対応、特許侵害訴訟で脅したことは無いと主張し「ArtistShareは特許権を含めたプラットフォームのライセンスに関してKickstarterと接触しただけ」「むしろArtistShareによる逆提案のための要望への返答としてKickstarterが訴訟に踏み切った。」と述べた[91]。判決は下されたが、この判例は前向きに捉えることが出来るものだった。ArtistShareはそれ以来Kickstarterが同社の特許を確かに侵害していると断言し反訴の提出で対応するようになった[92]。

- 2012年11月21日、3D SystemsがFormlabsとKickstarterをUS 5,597,520, ”Simultaneous multiple layer curing in stereolithography.”という特許を侵害したとして提訴した。FormlabsはKickstarterにて競争力のあるForm 1というプリンターで290万ドル以上の出資金を集めていた[93]。3DシステムズはKickstarterがForm 1プリンターを推進したことで取り返しの付かない傷とダメージを与えた上出資金を5%を貰っていると述べた[94]。